# Ottavio Banti
Ottavio Banti (Pisa, 29 settembre 1924 – Pisa, 22 ottobre 2024) è stato un paleografo e medievista italiano.

## Biografia
Allievo di Ottorino Bertolini, fu docente di Paleografia latina dell'Università di Pisa (di cui fu anche Prorettore) dal 1965 al 1993. Direttore del Bollettino Storico Pisano per quasi mezzo secolo, nel 1985 fu insignito dell'Ordine del Cherubino .
Ottavio Banti è morto a Pisa, dove risiedeva, nell'ottobre del 2024. Aveva compiuto cento anni meno di un mese prima. 